# Ducula badia
Pombo-imperial-montês (Ducula badia) é uma espécie de ave da família Columbidae.
Pode ser encontrada nos seguintes países: Butão, Brunei, Camboja, China, Índia, Indonésia, Laos, Malásia, Myanmar, Nepal, Tailândia e Vietname.
Os seus habitats naturais são: florestas subtropicais ou tropicais húmidas de baixa altitude, florestas de mangal tropicais ou subtropicais e regiões subtropicais ou tropicais húmidas de alta altitude.